# Heinz Kurze
Heinz Kurze (* 21. November 1918 in Dittersbach; † 23. März 2020) war ein deutscher Hochschullehrer und Funktionär. Er war Vorsitzender des Bezirksausschusses Dresden der Nationalen Front der DDR.

## Leben
Der gelernte Schriftsetzer Heinz Kurze war nach dem Zweiten Weltkrieg Neulehrer. Nach dem Studium an der Gesellschaftswissenschaftlichen Fakultät der Universität Leipzig war er ab 1950 zunächst als Assistent, dann als Dozent und stellvertretender Direktor an der Parteihochschule beim ZK der SED tätig. 1965 legte er die Dissertation Der politische und schulpolitische Kampf Karl Friedrich Wilhelm Wanders in der bürgerlich-demokratischen Revolution von 1848 an der Pädagogischen Hochschule Potsdam vor. Von 1967 bis 1977 wirkte er als Prorektor für Gesellschaftswissenschaften an der Pädagogischen Hochschule Dresden. Dort habilitierte er sich 1974 gemeinsam mit Dorothea Müller und Ulrich Mantzke. Das Thema der Dissertation B lautet Beitrag zur Diskussion von Problemen des revolutionären Weltprozesses der Gegenwart.
Kurze trat 1946 der SED bei und war von 1972 bis 1986 Mitglied des Nationalrates und Vorsitzender des Bezirksausschusses Dresden der Nationalen Front der DDR.

## Werke (Auswahl)
- Zum pädagogischen Auftrag der Lehrer und ihre widersprüchliche Stellung im staatsmonopolistischen Herrschaftssystem der BRD, Dresden 1982.
- Der Wandel der Lehrerleitbildes, ein Ausdruck der Anpassung an die jeweiligen Existenz- und Klassenkampfbedingungen in der BRD, Dresden 1982.
- Der politische und schulpolitische Kampf K. F. W. Wanders in der bürgerlich-demokratischen Revolution 1848/49, Berlin 1982.

## Auszeichnungen
- Ehrensenator der Pädagogischen Hochschule „Karl Friedrich Wilhelm Wander“ Dresden